# Rudtjärnen (Gideå socken, Ångermanland)
Rudtjärnen är en sjö i Örnsköldsviks kommun i Ångermanland och ingår i Gideälvens huvudavrinningsområde.